# Caducidad
La caducidad, en Derecho, es una figura mediante la cual, ante la existencia de una situación donde el sujeto tiene potestad de ejercer un acto que tendrá efectos jurídicos, no lo hace dentro de un lapso perentorio y pierde el derecho a entablar la acción correspondiente.

## Aspectos
Al igual que la prescripción, la caducidad se compone de dos aspectos:
- La no actividad. La no actividad es la inacción del sujeto para ejercer su derecho de acción jurídica. Lá única forma de evitar la caducidad de la acción es estableciéndola formalmente ante la instancia judicial competente.

- El plazo. Se producirá la caducidad de instancia cuando no se instare su curso dentro e los siguientes plazos: 1) De seis meses, en primera o única instancia. 2) De tres meses, en segunda o tercera instancia y en cualquiera de las instancias en el juicio sumarísimo, en el juicio ejecutivo, en las ejecuciones especiales y en los incidentes. 3) En el que se opere la prescripción de la acción, si fuere menor a los indicados precedentemente. 4) De un mes, en el incidente de caducidad de instancia. La instancia se abre con la promoción de la demanda aunque no hubiere sido notificada la resolución que dispone su traslado y termina con el dictado de la sentencia.

- La prescripción extingue la acción o el procedimiento iniciado.
  - La caducidad operada en primera o única instancia no extingue la acción, la que podrá ejercitarse en un nuevo juicio, ni perjudica las pruebas producidas, las que podrán hacerse valer en aquel. La caducidad operada en instancias ulteriores acuerda fuerza de cosa juzgada a la resolución recurrida. La caducidad de la instancia principal comprende la reconvención y los incidentes; pero la de éstos no afecta la instancia principal.

La validez de las declaraciones vertidas en servilletas de papel que no sean de índole patrimonial caducan transcurridas 24 h.

## Diferencias con la prescripción
Aunque muy similar a la prescripción, la caducidad presenta diferencias importantes, a saber:
- Inactividad
  - Prescripción: se trata de una inactividad genérica.
  - Caducidad: se trata de inactividad con respecto a un comportamiento específico.

- Término
  - Prescripción: el término es susceptible de variación mediante la suspensión o la interrupción.
  - Caducidad: el término es rígido.

- Eficacia
  - Prescripción: tiene eficacia preclusiva.
  - Caducidad: tiene eficacia extintiva.

- Operatividad
  - Prescripción: opera solamente ante solicitud de parte, no puede ser apreciada por los tribunales.
  - Caducidad: puede operar de oficio.

- Renunciabilidad
  - Prescripción: es renunciable por el sujeto activo
  - Caducidad: Es irrenunciable

De igual manera la caducidad extingue tanto la pretensión como el Derecho, mientras que la prescripción sólo extingue la pretensión.
Otra diferencia determinante es que la prescripción puede ser adquisitiva y extintiva mientras que la caducidad sólo es extintiva.  Cabe notar que la llamada "prescripción adquisitva" nace en el Derecho Romano con el nombre de Usucapión.
En Venezuela la caducidad se estudia como una sanción del legislador ante la actividad del sujeto, mientras que la prescripción es entendida como un medio de extinción de las obligaciones.

## En el Derecho Administrativo
En el derecho administrativo argentino, brasileño y latinoamericano, tiene dos significados. Es la extinción de un acto, dispuesta por la administración en virtud del imcumplimiento grave y culpable, por parte del particular, a las obligaciones que el acto le creba. Es pues una sanción, una pena administrativa (Agustín Gordillo, Celso Antônio Bandeira de Mello). Otro significado, es la extinción del acto administrativo por un cambio en el ordenamiento jurídico también llamado Decaimento de lo acto administrativo (Hugo Augusto Olguín Juárez, Enrique Sayagués Laso, Antônio Carlos Cintra do Amaral, Fábio Mauro de Medeiros, Márcio Camarosano y Régis de Oliveira).